# Patrick Besson
Patrick Besson (París, 1 de juny de 1956) és un escriptor i periodista francès.
Nascut d'un pare «rus mig jueu, gaullista», i d'una mare croata monàrquica, que donava suport al regne de Iugoslàvia de la Dinastia Karađorđević, Patrick Besson publica l'any 1974, amb disset anys, la seva primera novel·la, Les Petits Maux d'amour. Obté el Gran Premi de Novel·la de l'Acadèmia Francesa l'any 1985 per a Dara i el Premi Renaudot l'any 1995 per Les Braban.
En un principi simpatitzant comunista, és cronista literari al diari L'Humanité. Col·laborarà a continuació a VSD, a Le Figaro, a Le Figaro Magazine, a Le Point, a Voici i a Marianne, i es presentarà sempre com un «comunista no practicant».
Des del 2000 és membre del jurat del premi Renaudot. El 5 de desembre de 2012 és condecorat amb la Medalla de la bandera sèrbia pel president serbi Tomislav Nikolić, el mateix dia que l'exsecretari de Justícia estatunidenc Ramsey Clark.

## Polèmiques
Acostumat a crítiques literàries mordaces i polèmiques públiques, Patrick Besson ha col·laborat igualment al diari L'Idiot international de Jean-Edern Hallier.
Durant les guerres de Iugoslàvia, Patrick Besson va donar suport a Sèrbia, publicant el llibre Contre les calomniateurs de la Serbie, la qual cosa li ha valgut polèmiques amb altres intel·lectuals d'esquerra com Michel Polac, Romain Goupil i Didier Daeninckx. Atacat per aquest últim, li ha consagrat un pamflet en forma de novel·la, titulat Didier dénonce (edicions Gérard de Villiers). Va signar també, l'any 1999, la petició « Els europeus volen la pau », llançada pel col·lectiu « No a la guerra »
Una crònica apareguda a Le Point, a començaments de desembre de 2011, crítica Eva Joly, candidata d'Europa Ecologia Els Verds a les eleccions presidencial, aprofitant el seu origen estranger i el seu accent. Aquesta crònica suscita vives crítiques d'una part de la classe política i d'associacions antiracistes
Al setembre de 2012, una crònica apareguda a Le Point atacant Annie Ernaux per haver dirigit el que Patrick Kéchichian anomena una « crida col·lectiva en contra d'un únic home », Richard Millet, i sobretot una « llista exhaustiva de denunciants que quedarà a la història de les cartes franceses com la llista Ernaux ». Qualifica d'altra banda Annie Ernaux de « escriptor lamentable ».
Al desembre de 2014, un altre article publicat a Le Point promou el llibre Small Miracles de Djan Seylan, un recull d'imatges de « noies africanes i asiàtiques que vivien nues al temps de la colonització […] entre 11 i 17 anys » ; « el més bonic regal de Nadal que es pugui fer a un pedòfil ». L'article relata la fascinació de Besson per a aquestes « dones que s'oferien o prohibides »

## Obres
- 1974: Les Petits Maux d'amour, Seuil ISBN 9782020012270
- 1976: L'École des absents, Seuil ISBN 978-2-02-004475-2
- 1979: La Maison du jeune homme seul, Hachette ISBN 9782010057113
- 1983: La Boum, avec Danièle Thompson, J'ai Lu ISBN 9782277215042
- 1985: Dara, éditions du Seuil ISBN 2-02-008887-8 – grand prix du roman de l'Académie française
- 1986: La Chute de Saïgon: Théâtre, Messidor
- 1988: Lettres d'Europe, avec (France) Symposium international sur l'identité culturelle européenne (1988), Albin Michel ISBN 978-2-226-03275-1
- 1988: La Statue du commandeur, Albin Michel ISBN 978-2-226-03463-2
- 1989: Ah ! Berlin et Autres récits, Gallimard ISBN 978-2-07-038117-3
- 1989: Un peu d'humanité, Messidor ISBN 978-2-209-06119-8
- 1990: Divers gauche, Messidor ISBN 978-2-209-06418-2
- 1990: La Paresseuse, Albin Michel ISBN 2-226-04832-4
- 1990: Le congrès de Tours n'aura pas lieu, édition Messidor ISBN 2-209-06329-9
- 1991: Les Années Isabelle, éditions du Rocher ; réédition en 2010, Paris: Mille et une Nuits ISBN 978-2-7555-0135-3
- 1991: Rot coco, R. Deforges ISBN 9782905538871
- 1991: Les ai-je bien descendus ?, Messidor ISBN 978-2-209-06610-0
- 1991: Je sais des histoires, éditions du Rocher ISBN 978-2-268-01140-0
- 1991: Le Plateau télé
- 1992: Julius et Isaac, Albin Michel ISBN 978-2-226-05961-1
- 1993: Le Deuxième Couteau, éditions Christophe Barrault ISBN 978-2-7360-0017-2
- 1993: La Femme riche, Albin Michel ISBN 978-2-286-04755-9
- 1993: Le Viol de Mike Tyson, Scandéditions ISBN 978-2-209-06832-6
- 1993: L'Argent du parti, Le Temps des cerises ISBN 978-2-84109-001-3
- 1993: Pas trop près de l'écran, avec Éric Neuhoff, éditions du Rocher ISBN 2-268-01625-0
- 1994: Souvenir d'une galaxie dite nationale-bolchevique, éditions du Rocher ISBN 978-2-268-01728-0
- 1995: Les Braban, éditions Albin Michel ISBN 978-2-226-07851-3 – prix Renaudot
- 1996: Sonnet pour Florence Rey et autres textes, L'Âge d'Homme ISBN 978-2-8251-0724-9
- 1996: Folks, ou, [o kósmos], éditions du Rocher ISBN 978-2-268-02162-1
- 1996: Haldred: Récit, Calmann-Lévy ISBN 978-2-7021-2636-3
- 1996: Amicalement rouge, Messidor ISBN 978-2-209-05948-5
- 1997: Didier dénonce, G. de Villiers ISBN 978-2-7386-5891-3
- 1998: Dedans, dehors: Les nouvelles frontières de l'organisation, Vuibert ISBN 978-2-7117-7985-7
- 1998: Lettre à un ami perdu, Jai lu ISBN 978-2-277-30218-6
- 1999: Belgrade 99, suivi de Contre les calomniateurs de la Serbie, L'Âge d'Homme ISBN 978-2-8251-1326-4
- 1999: La Titanic, éditions du Rocher ISBN 2-268-03225-6
- 2000: Accessible à certaine mélancolie, Albin Michel ISBN 978-2-226-11734-2
- 2001: J'aggrave mon cas, éditions du Rocher ISBN 978-2-268-03935-0
- 2001: Lui, Points ISBN 2757816195
- 2001: Le Deuxième Couteau, Lgf ISBN 2253150134
- 2001: L'Orgie échevelée, Fayard ISBN 978-2-84205-952-1
- 2001: 28, boulevard Aristide-Briand, Bartillat ISBN 978-2-84100-234-4
- 2002: Un état d'esprit, Fayard ISBN 978-2-213-61187-7
- 2002: Vous n'auriez pas vu ma chaîne en or ?, La Table ronde ISBN 978-2-7103-2506-2
- 2003: 28, boulevard Aristide-Briand, suivi de « Vacances en Botnie », J'ai lu ISBN 978-2-290-33433-1
- 2003: Tour Jade, Bartillat
- 2003: Paris vu dans l'eau, Presses De La Renaissance ISBN 2-85616-910-4
- 2003: Les Voyageurs du Trocadéro, éditions du Rocher ISBN 2-268-04449-1
- 2004: Le Sexe fiable, Mille et une nuits ISBN 978-2-84205-818-0
- 2004: Encore que, Mille et une nuits ISBN 978-2-84205-870-8
- 2004: Solderie, Fayard ISBN 978-2-84205-872-2
- 2004: La Cause du people, Fayard ISBN 978-2-213-61449-6
- 2005: Le Dîner de filles, Le Serpent à Plumes ISBN 978-2-268-05666-1
- 2005: Les Frères de la Consolation, Grasset & Fasquelle ISBN 978-2-246-51052-9
- 2005: Ma rentrée littéraire, Cavatines ISBN 2-915850-01-1
- 2005: Saint-Sépulcre !, éditions Points ISBN 978-2-7578-0172-7
- 2006: Le Corps d'Agnès Le Roux, Fayard ISBN 978-2-213-62912-4
- 2006: Marilyn Monroe n'est pas morte, Mille et une nuits ISBN 2-84205-953-0
- 2006: Défiscalisées, Mille et une nuits ISBN 978-2-84205-933-0
- 2006: Zodiaque amoureux, Mille et une nuits ISBN 978-2-84205-933-0
- 2006: Nostalgie de la princesse, Fayard ISBN 978-2-213-62949-0
- 2007: Belle-sœur, Fayard ISBN 978-2-213-63242-1
- 2007: La Science du baiser, Points ISBN 978-2-7578-0486-5
- 2007: Accessible à certaine mélancolie, Points ISBN 978-2-7578-0641-8
- 2008: Et la nuit seule entendit leurs paroles, Mille et une nuits ISBN 978-2-7555-0054-7
- 2008: La Statue du commandeur, Points Publication ISBN 978-2-7578-0999-0
- 2009: 1974, Fayard ISBN 978-2-213-64335-9
- 2009: Mais le fleuve tuera l'homme blanc, Fayard ISBN 978-2-213-62966-7
- 2009: La Haine de la Hollande, Infini Cercle Bleu ISBN 978-2-35405-003-0
- 2010: Le Plateau télé, Fayard ISBN 978-2-213-62969-8
- 2011: Le Hussard rouge, éditions le Temps des Cerises ISBN 978-2841098842
- 2011: Come baby, Mille et une nuits ISBN 978-2-7555-0589-4
- 2012: Au point, Journal d'un Français sous l'empire de la pensée unique, Fayard ISBN 978-2213629728
- 2012: Les Jours intimes, Bartillat ISBN 978-2-84100-510-9
- 2012: La Présidentielle. Pastiches, Grasset ISBN 978-2-246-70961-9
- 2013: Avons-nous lu ?: Précis incendiaire de littérature contemporaine, Fayard ISBN 978-2-213-62971-1
- 2014: Mes vieux papiers, Fayard ISBN 978-2-213-63491-3
- 2014: La Mémoire de Clara, éditions du Rocher ISBN 978-2-268-07628-7
- 2014: Déplacements, Gallimard ISBN 978-2-07-014653-6
- 2015: L'Indulgence du soleil et de l'automne, Fayard ISBN 978-2-213-63491-3
- 2016: Ne mets pas de glace sur un cœur vide, Plon ISBN 978-2-25921926-6
- 2017: Cap Kalafatis, Grasset & Fasquelle ISBN 978-2-246-86094-5
- 2018: Le milieu de terrain, Grasset ISBN 978-2-246-81338-5